# Чед Маршалл
Чед Маршалл (англ. Chad Marshall; нар. 22 серпня 1984, Ріверсайд, Каліфорнія, США) — американський футболіст, захисник «Сіетл Саундерс» і збірної США.

## Клубна кар'єра
Маршалл почав футбольну кар'єру, виступаючи за футбольну команду Стенфордського університету.
У 2004 році на Драфті Маршалл був обраний командою MLS «Коламбус Крю». У першому сезоні Чед разом з ветераном команди Робіном Фрейзером становили найнадійнішу лінію захисту першості. У тому ж році Маршалл допоміг клубу виграти MLS Supporters' Shield. Він був номінований на премію Новачок року, але поступився Клінту Демпсі. У 2007 році Чед взяв участь лише в 12 зустрічах через отриманий струс мозку, ця травма серйозно загрожувала його кар'єрі. У 2008 році Маршалл допоміг «Крю» виграти Кубок MLS і MLS Supporters' Shield. Він забив гол у фінальному поєдинку і був визнаний Найкращим захисником року, а також увійшов у Найкращі 11 MLS за підсумками сезону. В наступному році Чед знову став найкращим захисником і втретє виграв MLS Supporters' Shield. У березні 2011 року Маршалл був обраний капітаном команди, після того, як клуб покинув Френкі Гейдук. У грудні того ж року «Крю» продовжили контракт з Чедом до 2015 року.
В кінці 2013 року Маршалл підписав контракт з «Сіетл Саундерс».

## Міжнародна кар'єра
У 2003 році Маршалл у складі молодіжної збірної виступав на молодіжному чемпіонаті світу в ОАЕ.
10 березня 2005 року в матчі товариському матчі проти збірної Колумбії Чед дебютував за збірну США. У цій же зустрічі він забив свій перший гол за національну команду.
У 2009 році Маршалл взяв участь у розіграші Золотому кубку КОНКАКАФ. Він зіграв у зустрічах проти збірних Гондурасу, Мексики, Гренади і Панами. Маршалл став срібним призером Золотого кубка.

### Голи за збірну США
| #   | Дата           | Місце                         | Суперник | Рахунок | Результат | Змагання         |
| --- | -------------- | ----------------------------- | -------- | ------- | --------- | ---------------- |
| 01. | 9 березня 2005 | Тітан Стедіум, Фуллертон, США | Колумбія | 1:0     | 3:0       | Товариський матч |

## Досягнення
Клубні
 «Коламбус Крю»
- Переможець MLS: 2008
- Володар MLS Supporters' Shield: 2004, 2008, 2009

 «Сіетл Саундерс»
- Володар Відкритого кубка США: 2014
- Володар MLS Supporters' Shield: 2014
- Переможець MLS: 2008

Міжнародні
 США
- Срібний призер Золотого кубка КОНКАКАФ: 2009

Особисті
- Захисник року в MLS: 2008, 2009, 2014
- В символічній збірній MLS: 2008, 2009, 2014